# Johannes Meyer der Jüngere
Johannes Meyer (* 11. Juni 1655 in Zürich; † 1. September 1712 ebenda) war ein Schweizer Zeichner, Maler, Kupferstecher und Radierer.

## Werdegang
Johannes Meyer war Mitglied der Zürcher Künstlerfamilie Meyer, Sohn und Schüler des Malers und Radierers Conrad Meyer (* 3. Oktober 1618 in Zürich; † 15. Januar 1689 ebenda) sowie Neffe des Malers und Radierers Rudolf Meyer (* 12. Juni 1605 in Zürich; † 15. August 1638 ebenda). Johannes Meyer stach und radierte vor allem militärische und biblische Szenen, Veduten, Neujahrsblätter sowie allegorische Darstellungen von Monaten und Jahreszeiten. Daneben schuf er Porträts zeitgenössischer Persönlichkeiten sowie Kupferstiche zu der 1675 bis 1679 entstandenen Teutschen Academie der Edlen Bau-, Bild- und Mahlerey-Künste des Joachim von Sandrart. Zu seinen Hauptwerken zählt eine nach Hans Conrad Gyger 1685 gestochene Landkarte des Kantons Zürich. Ausserdem war er als Porträtmaler tätig.